# 諸葛沖
诸葛冲（？—？），字茂长，琅邪郡阳都人，诸葛绪之子，诸葛厷之兄。诸葛冲在西晋担任廷尉、平阳乡侯。

## 子女
- 長子：诸葛铨。
- 次子：诸葛玫。
- 女：諸葛婉，司馬炎后妃之一。
- 女：诸葛男姊。